# Hermanos Pang
Danny Pang Fat (彭發) y Oxide Pang Chun (彭順) (nacidos en 1965), también conocidos como los Hermanos Pang (en inglés, The Pang Brothers), son dos hermanos gemelos guionistas y directores de cine de Hong Kong.
Entre sus películas de terror asiático, la más exitosa y famosa es Gin gwai (El ojo), la cual generó con dos secuelas: The Eye 2 y The Eye 3: Infinity, y dos remakes: The Eye (2008) y Naina. Además de trabajar en Hong Kong, los hermanos trabajan a menudo en la industria del cine de Tailandia, donde hicieron su debut como directores en equipo con la película Bangkok Dangerous (1999).

## Biografía
Oxide, el mayor de los dos por 15 minutos, comenzó su carrera en Bangkok, como colorista en los laboratorios de telecine de Kantana Group. Hizo su primera película, el thriller kármico experimental, Who Is Running? en 1997 . Fue la selección de Tailandia al premio Óscar a la Mejor Película Extranjera para los 71a Premios de la Academia en 1998.
Danny es más conocido como un editor de cine, y ha trabajado en una serie de películas de Hong Kong, entre ellas The Storm Riders e Infernal Affairs.
Los hermanos colaboraron por primera vez en la realización de la película tailandesa Bangkok Dangerous, de 1999. La película ganó el premio de la Federación Internacional de la Prensa Cinematográfica en el Festival Internacional de Cine de Toronto de 2000 y fue nominada a mejor película y mejor edición en los Premios Nacionales de la Asociación de Cine de Tailandia.
Luego filmaron la película Gin gwai, también conocida como El ojo, y la cual le otorgó a los hermanos aclamación por parte de la crítica. Más tarde filmarían dos secuelas, El ojo 2 y El ojo 3. Una remake estadounidense fue producida por Tom Cruise y Paula Wagner, protagonizada por Jessica Alba.
Además de El ojo y otras películas de terror, los hermanos Pang realizaron dos películas más de crimen en la misma línea de Bangkok Dangerous. Danny filmó 1+1=0, y Oxide realizó el filme Som and Bank: Bangkok for Sale. Juntas, las tres películas forman una especie de "trilogía de Bangkok".

## Filmografía

### Danny Pang y Oxide Pang Chun
- Bangkok Dangerous (1999)
- El ojo (Gin gwai) (2002)
- Sung horn (Omen) (2003)
- El Ojo 2 (2004)
- El Ojo 3: Infinito (2005)
- Re-cycle (2006)
- The Messengers (2007)
- Bangkok Dangerous, reinterpretación para Hollywood (2008)
- The Storm Warriors (2009)
- The Child's Eye (2010)
- Out of Inferno (2013)

## Oxide Pang
- Who Is Running? (1997)
- Bangkok Haunted (2001)
- One Take Only (Som and Bank: Bangkok for Sale) (2003)
- The Tesseract (2003)
- Ab-Normal Beauty (2004)
- Diary (2006)
- The Detective (2007)
- Basic Love (2009)
- The Detective 2 (2011)
- Sleepwalker (2011)
- Conspirators (2013)
- Detective Gui (2015)
- My War (2016)

## Danny Pang

### Como director
- 1+1=0 (Nothing to Lose) (2002)
- Leave Me Alone (2004)
- Forest of Death (2006)
- In Love with the Dead (2007)
- Fairy Tale Killer (2012)
- The Strange House (2015)

### Como editor
- The Storm Riders (1998)
- Infernal Affairs (2002)
- Infernal Affairs II (2003)
- Infernal Affairs III (2003)
- The Park (2003)
- Sung horn (Omen) (2003)
- The Eye 2 (2004)
- Bar Paradise (2005)
- The Messengers (2007)